# Eulima simplex
Eulima simplex is een slakkensoort uit de familie van de Eulimidae. De wetenschappelijke naam van de soort is voor het eerst geldig gepubliceerd in 1897 door G.B. Sowerby III.